# Balanitis circinata

Balanitis Circinata

Eine Balanitis Circinata stellt eine entzündliche Erkrankung der Eichel dar und tritt zumeist als eines von mehreren Symptomen im Rahmen einer Reaktiven Arthritis auf. In seltenen Fällen kann diese allerdings auch als einziges Symptom auftreten.

## Symptome und Verbreitung
Zu Beginn bilden sich auf der Vorhaut oder Eichel stecknadelgroße mit Plaque belegte Punkte, die zunehmend gerötet in die Fläche wachsen und mit einem Plaque zum Rand hin stark von gesunden Bereichen der Haut abgegrenzt sind. Erfolgt keine Behandlung, können diese Flecken zusammenwachsen und die gesamte Eichel oder Vorhaut bedecken.
Entgegen ihrem Aussehen sind diese Flecken meist völlig ohne weitere Symptome und geruchlos. Es wird lediglich manchmal von Juckreiz oder Brennen berichtet.
Tritt die Balanitis Circinata als einziges Symptom der Morbus Reiter-Erkrankung auf, kann sie aufgrund ihrer großen Ähnlichkeit auch als Pilzerkrankung fehldiagnostiziert werden. Da es sich um eine rheumatische Erkrankung handelt, kann sie jedoch nicht durch Geschlechtsverkehr auf einen Partner übertragen werden.

## Therapie
Da Balanitis Circinata zumeist im Rahmen der Reaktiven Arthritis auftritt, sollten die dafür gängigen Tests vom behandelnden Hautarzt durchgeführt werden. Als Auslöser der Reaktiven Arthritis – und damit der Balanitis Circinata – wird zumeist eine vorangegangene Chlamydien- oder Gonokokkeninfektion in Verbindung mit dem Genmarker HLA-B27 vermutet, weswegen ein Test auf diese Geschlechtskrankheiten und Genmarker zur Diagnosefestigung notwendig ist. 

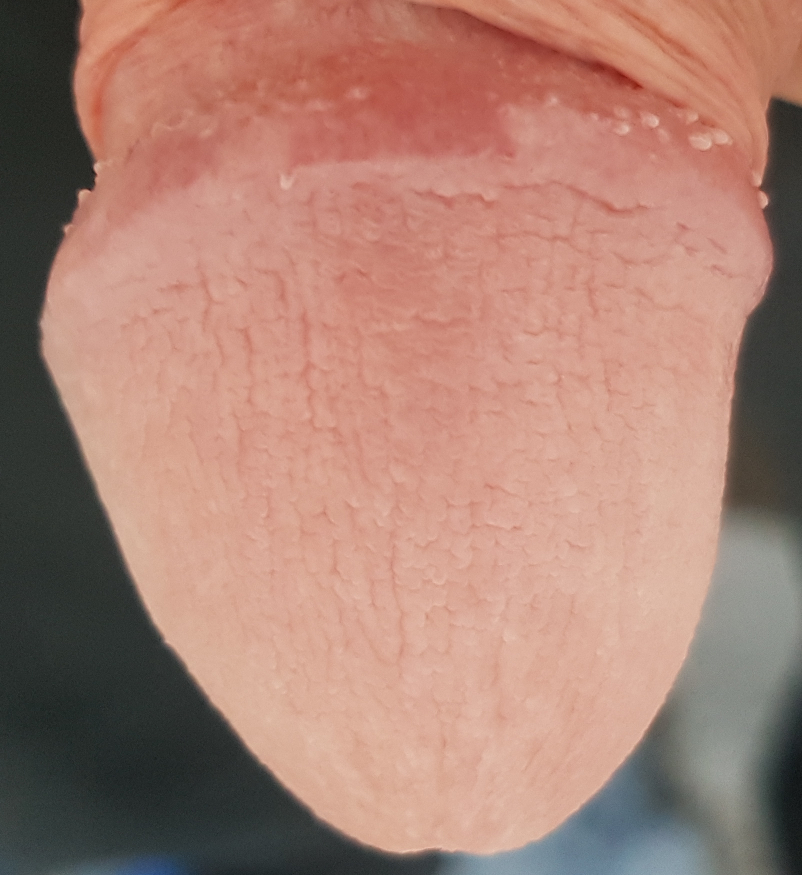
Selber Patient wie am Bild oben hat während einer Behandlung mit Pimecrolimus keine sichtbaren Symptome

Neuere Therapieansätze greifen zweckentfremdend auf Salben mit dem Wirkstoff Pimecrolimus oder Tacrolimus zurück, wobei hier im Regelfall nur eine Linderung bzw. vollständige Abheilung der Symptome stattfindet, jedoch – wie bei vielen rheumatischen Erkrankungen – keine permanente Ausheilung der Grunderkrankung erzielt werden kann. Wird die Behandlung mit den Salben abgesetzt, bilden sich relativ zeitnah (3–4 Tage) wieder erste Symptome aus.
In manchen Fällen wird berichtet, dass die Entzündung nach 10–15 Jahren von alleine ausheilt, in den meisten Fällen jedoch ein lebenslanger Begleiter bleibt.